# Piotr Malinowski (generał)
Piotr Malinowski (ur. 14 października 1966 w Gubinie) – generał broni Sił Zbrojnych Rzeczypospolitej Polskiej, Zastępca Dowódcy Połączonego Dowództwa Wsparcia - JSEC w Ulm, Niemcy.

## Życiorys
Piotr Malinowski urodził się 14 października 1966 w Gubinie. Od 1985 był podchorążym Wyższej Szkoły Oficerskiej Wojsk Zmechanizowanych im. gen. Tadeusza Kościuszki we Wrocławiu, którą ukończył w 1989 otrzymując stopień podporucznika.
W latach 1989–1995 pełnił służbę w 2 i 6 batalionie rozpoznawczym stacjonującym w garnizonie Gubin. Początkowo w batalionie pełnił w kompanii rozpoznawczej obowiązki dowódcy plutonu, a następnie został jej dowódcą. Następnie został przeniesiony do sztabu 5 Kresowej Dywizji Zmechanizowanej. W latach 1997–1999, będąc słuchaczem Akademii Obrony Narodowej w Warszawie, pogłębiał swoją wiedzę specjalistyczną. Po skończonych studiach, w 17 Brygadzie Zmechanizowanej stacjonującej w Międzyrzeczu objął stanowisko starszego oficera operacyjnego, a w 2000 dowódcy batalionu. Trzy lata później zaczął dowodzić 10 batalionem rozpoznawczym w Żaganiu. Będąc na tym stanowisku, ukończył kurs oficerów sztabowych NATO w Hadze.
Dwukrotnie pełnił służbę w ramach Polskiego Kontyngentu Wojskowego w Iraku. W latach 2004–2005 był na stanowisku szefa oddziału rozpoznawczego, a w 2007 był zastępcą dowódcy brygady. Po powrocie do kraju, przez kolejne dwa lata w 17 Brygadzie Zmechanizowanej pełnił obowiązki szefa sztabu.
Następnie wyjechał do USA, gdzie od 2008 do 2011 w Norfolk służył w Kwaterze Głównej Naczelnego Dowódcy Sił Sojuszniczych ds. Transformacji (HQ SACT). Ukończył również w Wyższej Szkole Biznesu w Gorzowie Wielkopolskim studia podyplomowe z zarządzania kryzysowego i obrony cywilnej, a także kurs planowania dla oficerów sztabu NATO w Szkole NATO w Oberammergau.
W latach 2011−2012 służył w 11 Dywizji Kawalerii Pancernej w Żaganiu na stanowisku zastępcy szefa sztabu dywizji ds. operacyjnych. W 2013, po rozpoczęciu procesu restrukturyzacji Sił Zbrojnych RP, pełnił obowiązki szefa zespołu w ramach Grupy Organizacyjnej Dowództwa Służb Ogólnych, a po niespełna roku objął stanowisko szefa Oddziału Gotowości Obronnej Państwa w Departamencie Strategii Obronnej i Planowania Ministerstwa Obrony.
W 2014 został skierowany na podyplomowe roczne studia polityki obronnej w AON w Warszawie, które ukończył jako prymus. Po ich ukończeniu, z dniem 30 listopada 2015 objął stanowisko dowódcy 17 Brygady Zmechanizowanej. W marcu 2018 w Dowództwie Wielonarodowej Dywizji Północny-Wschód objął stanowisko szefa sztabu i w tym samym roku 6 grudnia otrzymał akt mianowania na pierwszy stopień generalski, który został mu wręczony przez Prezydenta RP.
Podczas pełnienia służby wojskowej brał udział w wielu ćwiczeniach oraz treningach, w tym m.in. „Anakonda 2006” (ćwiczenie inspekcyjne 17 Brygady Zmechanizowanej), „Szakal I” (ćwiczenie dowódczo-sztabowe w 2006), „Bagram I” (ćwiczenie taktyczne z wojskami), „Paklica 2007” (trening sztabowy), „Wilk 2008” (ćwiczenie dowódczo-sztabowe), „Borsuk 2008” (ćwiczenie taktyczne z wojskami), „Narew 2008” i „Obra 2008” (oba treningi sztabowe), „Granica 2012” (ćwiczenie dowódczo-sztabowe wspomagane komputerowo), „Barycz 2012” (trening sztabowy), „Anakonda 2012” i „Anakonda 2016” oraz międzynarodowe ćwiczenia „Common Challenge 2012” i „Common Challenge 2016” (Polak w Sojuszniczym Dowództwie Sił Połączonych NATO).
1 listopada 2019 wyznaczony został na stanowisko szefa sztabu DG RSZ, a w sierpniu 2020 otrzymał drugą gwiazdkę generalską. Obowiązki na tym stanowisku wykonywał do 30 czerwca 2021, a z dniem 1 lipca  wyznaczony został na dowódcę Centrum Szkolenia Sił Połączonych Organizacji Traktatu Północnoatlantyckiego w Bydgoszczy. Od października 2021 był dowódcą Połączonego Centrum Sztuki Wojennej NATO – JWC w Stavanger.W 2025 r. został skierowany na stanowisko zastępcy dowódcy Połączonego Dowództwa Wsparcia - JSEC w Ulm. 2 maja 2025 został mianowany na stopień generała broni.
Zajmowane przez niego kolejne stanowiska służbowe, zarówno w strukturach NATO, a także w ramach Polskiego Kontyngentu Wojskowego, przyczyniły się do pogłębiania znajomości języków obcych; biegle włada językiem angielskim oraz na dobrym poziomie niemieckim.
Generał broni Piotr Malinowski jest żonaty i ma dwoje dzieci. W chwilach wolnych uprawia sport; trenuje głównie jazdę na rowerze. Jest zamiłowanym brydżystą. Czyta wiele książek o tematyce historyczno-wojskowej.